# Інститут модернізації змісту освіти
Державна наукова установа «Інститут модернізації змісту освіти» — утворений відповідно до постанови Кабінету Міністрів України від 26 листопада 2014 р. № 687 «Про утворення Інституту модернізації змісту освіти та Інституту освітньої аналітики»
Інститут утворений на базі і є правонаступником державної наукової установи «Інститут інноваційних технологій і змісту освіти» і підпорядкований Міністерству освіти і науки України (далі — МОН).

## Діяльність
Інститут здійснює наукове і навчально-методичне забезпечення
- модернізації змісту освіти,
- процесу виховання,
- розвитку та соціалізації особистості.

Інститут проводить фундаментальні і прикладні наукові дослідження та впроваджує їхні результати.

## Ключові особи
Директор Спірін Олег Михайлович, доктор педагогічних наук, професор
Перший заступник директора, Завалевський Юрій Іванович, доктор педагогічних наук, професор
Заступник директора Дубовик Олена Анатоліївна
Заступник директора Сафонов Юрій Миколайович, доктор економічних наук, професор
Заступник директора Левківський Казимир Михайлович, кандидат історичних наук, професор
Заступник директора Литвинова Світлана Григорівна, доктор педагогічних наук, старший науковий дослідник